# Лех (Индија)
Лех (хинд. लेह) је главни и највећи град на територији уније Ладак у Индији. Лех, који се налази у округу Лех, такође је био историјска престоница хималајске Краљевине Ладак, чије је седиште било у палати Лех, некадашњој резиденцији краљевске породице Ладак, изграђеној у истом стилу и отприлике у исто време као Потала палата у Тибету. Лех је на надморској висини од 3.524 метра, а повезан је националном магистралом 1 до Сринагара на југозападу и до Маналија на југу ауто-путем Лех-Манали.

## Историја
Лех је био важно стајалиште на трговачким путевима дуж долине Инда између Тибета на истоку, Кашмира на западу, а такође вековима између Индије и Кине. Главна роба која се превозила била је со, жито, пашм или кашмир вуна, чарас или смола канабиса из Таримског базена, индиго, свилена пређа и брокат Банарас.
Иако постоји неколико показатеља да су Кинези знали за трговински пут преко Ладака до Индије још у доба Кушана (1. до 3. век п. н. е.), и сигурно и династије Танг, мало се заправо зна о историји региона пре формирања краљевства при крају 10. века од стране тибетанског принца, Skyid lde nyima gon (или Nyima gon), унука анти-будистичког тибетанског краља, Лангдарма (838 до 841). Освојио је западни Тибет иако је његова војска првобитно бројала само 300 људи. Прича се да је неколико градова и двораца основао Nyima gon и он је очигледно наредио изградњу главних скулптура у Шеју. "У једном запису он каже да их је начинио у верску корист Тсанпоа (династијско име његовог оца и предака) и свих народа Нгариса (западни Тибет). Ово показује да је већ у овој генерацији противљење Лангдарма према будизму нестало."  Шеј, само 15 км источно од модерног Леха, било је древно седиште Ладаки краљева.
За време владавине Делегса Намгиала (1660–1685), Наваб из Кашмира, који је тада био провинција Мугал царства, уредио је да монголска војска привремено напусти Ладак, мада се касније вратила. Као накнаду за помоћ Делегс Намгиалу у рату Тибет-Ладак-Мугал 1679-1684, Наваб је поставио бројне озбиљне захтеве. Један од најмањих била је изградња велике сунитске муслиманске џамије у Леху на горњем крају базара у Леху, испод Лех палате. Џамија одражава спој исламске и тибетанске архитектуре и може да прими више од 500 људи. Ово очигледно није била прва џамија у Леху; постоје две мање за које се каже да су старије.
Ка Леху је традиционално притицало неколико трговинских праваца са све четири стране. Најдиректнија рута следи модерни аутопут од Панџаба преко Мандија, долине Кулу, преко прелаза Рохтанг, кроз Лахаул и даље до долине Инда, а потом низ реку до Леха. Пут од Сринагара био је отприлике исти као пут који данас прелази преко Zoji La (прелаз) до Каргила, а потом уз долину Инда до Леха. Из Балтистана су постојале две тешке руте: главна је водила долином Шјок од Инда, преко прелаза и низводно, уз реку Хану, до Инда, поново испод Калсија (Khalatse). Други је ишао од Скардуа равно уз Инд до Каргила и даље према Леху. Затим су постојале и летње и зимске руте од Леха до Јарканда преко прелаза Каракорам и Ксаидула. Најзад, било је неколико могућих рута од Леха до Ласе.
Прва забележена краљевска резиденција у Ладаку, саграђена на врху високог врха Намгиал ('Победа') са погледом на садашњу палату и град, сада је разрушена утврда и гон-кханг (храм чуварских божанстава) који је изградио краљ Таши Намгиал. Познато је да је Таши Намгиал владао у последњој четвртини 16. века п. н. е. Намгиал (који се такође назива „Tsemo Gompa“ = „Црвена Гомпа“, или дГон-па-со-ма = „Нови манастир“), храм, главни је будистички центар у Леху. Иза њега се налазе старији зидови утврђења за која је Франке говорио да су били познати као "Дард замак". Ако су га је заиста изградили Дарди, он мора да датира пре успостављања тибетанских владара у Ладаку, пре више од хиљаду година.
Поред овога, ту су Чамба (Byams-pa, односно, Маитреја) и Ченреси (sPyan-ras-gzigs, односно Авалокитешвара) манастири који су неизвесног датума.
Краљевску палату, познату као Лех Палата, саградио је краљ Сенге Намгиал (1612–1642), вероватно између периода када је португалски језуитски свештеник Франциско де Азеведо посетио Лех 1631. и то није поменуо, и смрти Сенге Намгиала 1642.
Палата Лех висока је девет спратова; горње спратове користила је краљевска породица, а штале и оставе су на доњим спратовима. Палата је напуштена када су је Кашмири заузели средином 19. века. Краљевска породица преселила је своје просторије на југ до свог тренутног дома у палати Сток на јужној обали Инда.
2010. године Лех је био тешко оштећен од изненадних поплава услед провале облака.

## Администрација
За разлику од других округа у Индији, за управљање у Леху је задужено Веће за развој аутономног брда Ладак (ЛАХДЦ). Има 30 одборника, 4 предложена и 26 изабраних. Главни извршни савет руководи и председава овим саветом.

## Стари град Лех
Стари град Лех додат је на листу 100 најугроженијих локација Светског фонда споменика због повећане количине кише услед климатских промена и других разлога. Занемаривање и промена обрасца насељавања у старом граду угрозила је дугорочно очување овог јединственог локалитета.
Брза и слабо планирана урбанизација Леха повећала је ризик од брзих поплава у неким областима, док друга подручја трпе мање драматичне, постепене ефекте "невидљивих катастрофа", које се често не пријављују.

## Географија
Планине доминирају пејзажом око Леха јер се налази на надморској висини од 3 500 м. Главни приступни путеви укључују 434 км Сринагар-Лех аутопута који повезује Лех са Сринагаром и 473 км аутопута Лех-Манали који повезује Манали са Лехом. Оба пута су отворена само сезонски.

### Клима
Лех има хладну пустињску климу (Кепенова класификација климата) са дугим, хладним зимама од краја новембра до почетка марта, са минималним температурама знатно испод смрзавања током већег дела зиме. Град током зиме засипају повремене снежне падавине. Време преосталих месеци је углавном лепо и топло током дана. Просечна годишња количина падавина је само 102 мм. 2010. године град је претрпео изненадне поплаве у којима је погинуло више од 100 људи.

## Пољопривреда
Лех се налази на просечној надморској висини од око 3500 метара, што значи да се овде може узгајати само један усев годишње, док се на Калатсеу могу узгајати два. До тренутка када се усеви посеју у Леху крајем маја, у Калатсеу су већ допола израсли. Главни усев је таман (голи јечам - Hordeum vulgare L. var. nudum Hook. f., који је древни облик припитомљеног јечма са љуском која се лакше уклања) - од којег се прави тсампа, главна храна у Ладаку. Вода за пољопривреду Ладака долази из Инда, који има мању количину у марту и априлу када поља јечма имају највећу потребу за наводњавањем.

## Демографски подаци
Према попису из 2001. у Индији, Лех је имао 27,513 становника. Мушкарци чине 61% популације, а жене 39%, због великог присуства радника који нису локални, трговаца и владиних службеника. Лех има просечну стопу писмености од 75%, што је близу националног просека од 74,04%: писменост мушкараца је 82,14%, а писменост жена 65,46%. У Леху је 9% становништва млађе од 6 година старости. Становници Леха су етнички Тибетанци, говоре Ладаки, тибетански језик.
Присуство муслимана датира од анексије Ладака од стране Кашмира, након што је Пети Далај Лама покушао да нападне Ладак из Тибета. Од тада је дошло до даљих миграција из долине Кашмира, најпре због трговине, а касније и преноса туризма из долине Кашмира у Ладак.
Ладак посећује јако велики број туриста. У 2010. години у Лех је стигло 77.800 туриста. Број посетилаца је нагло опао током последњих година, повећавајући се 77% у пет година до 2010. Овакав раст у великој мери је последица већег броја путовања домаћих индијских путника.

### Религија
Религија у Леху
Будизам         54,9%
Хиндуизам       28,6%
Ислам           13,1%
остале           3,4%

#### Суживот са религијама које нису будизам
Хиндуизам је најстарија религија у долини и има други највећи број следбеника после будизма. Од 8. века у Леху су живели људи који су припадали различитим религијама, посебно будизму и исламу. Они су населили регион из времена раног периода династије Намгиал и нема података о било каквом сукобу између њих. У новије време односи између будистичке и муслиманске заједнице погоршавају се због ситних сукоба мотивираних политичким интересима.
Поред ове две заједнице, у региону живе и људи који припадају другим религијама, као што су хришћанство, хиндуизам и сикизам. Мала хришћанска заједница у Леху потомци су преобраћеника из тибетанског будизма немачких моравских мисионара који су 1860. основали цркву у Кеилонгу у Лахаулу и дозвољено им је да отворе још једну мисију у Леху 1885. године и имају подружницу у Калатсеу. Остали су отворени до индијске независности 1947. Упркос успешним медицинским и образовним активностима, добили су само неколико преобраћеника.
Сваке године Фестивал Синду Даршан одржава се на Шеју, 15 км од града, за промовисање верске хармоније и славе реке Инд (Синду). У ово време многи туристи посећују Лех.

## Атракције
У Леху
1. Лех Палата
2. Намгиал Тсемо Гомпа
3. Шанти Ступа
4. Чо Кханг Гомпа
5. Храм Чамба
6. Јама Масјид
7. Гурдвара Патар Сахиб
8. Санкар Гомпа и село
9. Ратни музеј
10. Торањ победе
11. Зоравар тврђава
12. Ладак маратон
13. Датун Сахиб

## Саобраћај
Лех је са остатком Индије повезан са два пута, од којих су оба подложна клизиштима и ниједан од њих није проходан зими када је покривен дубоким снегом. Национални аутопут 1Д од Сринагара преко Каргила је генерално отворен дуже. Лех-Манали Аутопут бр. 3 може бити проблематичан због великих прелаза и висоравни, као и нижег, али подложног клизиштима Рохтанг прелаза близу Маналија.
Авио-саобраћај 
Аеродром Лех Кушок Бакула Римпоче има летове за Делхи барем једном дневно преко Ер Индије, који такође пружа два пута недељно услуге за Џаму и недељни лет за Сринагар.
Железница 
Тренутно не постоји железничка услуга у Ладаку, али предлажу се две железничке линије - линија Биласпур – Лех и линија Сринагар – Каргил – Лех.

## Медији и комуникације
Ол Индија Радио у државном власништву има локалну станицу у Леху, која преноси различите програме од општег интереса.

## Галерија
- Лех, главни град Ладака, око 1857.
- Градски трг 1909.
- Шанти Ступа, коју су 1983. саградили Јапанци
- Намгиал Тсемо Гомпа у Леху
- Лех џамија
- Лех зими
- Поглед на Лех са Шанти Ступе
- Пејзажи у близини Леха
- Шанти Ступа, Лех
- Гурудвара Патар Сахиб Лех, Ладак
- Гурудвара Патар Сахиб, Лех, Ладак
- Гурудвара Патар Сахиб, Лех, Ладак
- Магнетно брдо, Лех, Ладак